# Хаскелл (округ, Оклахома)
Округ Хаскелл (англ. Haskell County) располагается в штате Оклахома, США. Официально образован в 1907 году. По состоянию на 2012 год, численность населения составляла 12 938 человек.

## География
По данным Бюро переписи США, общая площадь округа равняется 1618,752 км2, из которых 1494,431 км2 суша и 48,000 км2 или 7,720 % это водоемы.

## Население
По данным переписи населения 2000 года в округе проживает 11 792 жителей в составе 4 624 домашних хозяйств и 3 380 семей. Плотность населения составляет 8,00 человек на км2. На территории округа насчитывается 5 573 жилых строений, при плотности застройки около 4,00-х строений на км2. Расовый состав населения: белые — 78,24 %, афроамериканцы — 0,61 %, коренные американцы (индейцы) — 14,60 %, азиаты — 0,29 %, гавайцы — 0,00 %, представители других рас — 0,45 %, представители двух или более рас — 5,81 %. Испаноязычные составляли 1,50 % населения независимо от расы.
В составе 31,70 % из общего числа домашних хозяйств проживают дети в возрасте до 18 лет, 60,60 % домашних хозяйств представляют собой супружеские пары проживающие вместе, 9,10 % домашних хозяйств представляют собой одиноких женщин без супруга, 26,90 % домашних хозяйств не имеют отношения к семьям, 24,70 % домашних хозяйств состоят из одного человека, 13,00 % домашних хозяйств состоят из престарелых (65 лет и старше), проживающих в одиночестве. Средний размер домашнего хозяйства составляет 2,52 человека, и средний размер семьи 3,00 человека.
Возрастной состав округа: 26,00 % моложе 18 лет, 8,10 % от 18 до 24, 24,50 % от 25 до 44, 24,20 % от 45 до 64 и 24,20 % от 65 и старше. Средний возраст жителя округа 39 лет. На каждые 100 женщин приходится 95,70 мужчин. На каждые 100 женщин старше 18 лет приходится 92,40 мужчин.
Средний доход на домохозяйство в округе составлял 24 553 USD, на семью — 29 872 USD. Среднестатистический заработок мужчины был 25 493 USD против 17 462 USD для женщины. Доход на душу населения составлял 13 775 USD. Около 16,10 % семей и 20,50 % общего населения находились ниже черты бедности, в том числе — 25,10 % молодёжи (тех, кому ещё не исполнилось 18 лет) и 18,60 % тех, кому было уже больше 65 лет.